# Кресрон
Кресро́н (фр. Cresserons) — коммуна во Франции, находится в регионе Нижняя Нормандия. Департамент коммуны — Кальвадос. Входит в состав кантона Дувр-ла-Деливранд. Округ коммуны — Кан.
Код INSEE коммуны — 14197.

## Население
Население коммуны на 2010 год составляло 1208 человек.
| 1962 | 1968 | 1975 | 1982 | 1990 | 1999 | 2010 |
| ---- | ---- | ---- | ---- | ---- | ---- | ---- |
| 405  | 393  | 435  | 785  | 953  | 1202 | 1208 |

## Экономика
В 2010 году среди 841 человека трудоспособного возраста (15—64 лет) 609 были экономически активными, 232 — неактивными (показатель активности — 72,4 %, в 1999 году было 70,3 %). Из 609 активных жителей работали 560 человек (283 мужчины и 277 женщин), безработных было 49 (26 мужчин и 23 женщины). Среди 232 неактивных 106 человек были учениками или студентами, 95 — пенсионерами, 31 были неактивными по другим причинам.